# مورسنگ‌چشم خاکستری
مورسنگ‌چشم خاکستری (نام علمی: Thamnomanes caesius) نام یک گونه از سرده بوته‌خواه‌ها است.